# Fliegende Blätter
Fliegende Blätter, ty. "Flygande blad", var en illustrerad veckotidning som utgavs i München mellan 1844 och 1944.
Fliegende Blätter grundades 1844 av xylograferna Kaspar Braun och Friedrich Schneider. Under det första decenniet av sin tillvaro var Fliegende Blätter politiskt engagerad i tidens frihetsrörelser och medverkade bland annat i kampen mot Ludvig I av Bayern och Lola Montez, vilka 1848 fördrevs från München. Tidningen hävdade sin politiska orientering in på 1850-talet genom bitter satir mot ämbetsmannavälde och militarism, liksom mot kälkborgerlig liknöjdhet och politiskt lycksökeri. I mitten av 1850-talet utsattes Fliegende Blätter för ständig förföljelse från myndigheterna, och då tidningen samtidigt förlorade en stor del av sin popularitet, vände den politiken ryggen och blev från den tiden den borgerliga medelklassens skämttidning. Upplagan ökades nu år från år, tills tidningen under 1880- och 90-talen nådde sin högsta spridning med över 90.000 exemplar. Från sekelskiftet gick Fliegende Blätter starkt tillbaka. Från 1884 utgav man även en årlig Fliegende Blätter Kalender.
Fliegende Blätter försökte under hela sin tillvaro hålla en hög standard på illustrationerna. Den konstnärliga xylografin behölls in på 1890-talet. Bland tecknare som medarbetat i Fliegende Blätter märks särskilt under de tidiga skedet Wilhelm Busch och Adolf Oberländer, som båda njöt hög uppskattning även i Frankrike. Senare märks Hermann Schlittgen och René Reinicke, som främst hämtade sina motiv från det mondäna nöjeslivet, och Moritz von Schwind som hämtade sina från folksagorna.
Bland litterära medarbetare märks Friedrich Theodor Vischer, Emanuel Geibel, Felix Dahn och Peter Rosegger.
Fliegene Blätter fick under sin glansperiod en vidsträckt spridning även utanför Tyskland, inte minst i Sverige.